# دريمس
دَرِيْمُس أو دريميد هو جنس من نحو ثمانية أنواع من النباتات المزهرة الخشبية الأبيدة ، في فصيلة Winteraceae . الأنواع موطنها الإقليم المداري الجديد بدءًا من جنوب المكسيك إلى الطرف الجنوبي من أمريكا الجنوبية. يمتلك أفراد الأسرة عمومًا لحاءًا وأوراقًا عطرية ، ويستخدم البعض الآخر لاستخراج الزيوت العطرية وهي ثنائية الفلقة.
أشهر أنواعها دريمس مجلان.